# Dantrona
Dantrona (Crisacina; 1,8-Dihidroxiantraquinona) é um fármaco utilizado em medicamentos como laxante.
É reconhecido como um agente possivelmente cancerígeno para humanos, segundo a Linach - Lista Nacional de Agentes Cancerígenos para Humanos publicada pelo governo brasileiro com base em estudos da Organização Mundial da Saúde.[carece de fontes?]